# György Apponyi
György Apponyi (ur. 29 grudnia 1808 w Preszburgu, zm. 28 lutego lub 1 marca 1899 w Éberhárd) – polityk węgierski, hrabia. Początkowo przewodził partii konserwatywnej. W 1859 roku został jednym z przywódców ruchu niepodległościowego Węgier. Na polecenie cesarza Franciszka Józefa I na początku 1861 roku prowadził konferencję judekskurialną, która miała na celu ujednolicić system prawny i sądowy na Węgrzech. Jego synem był Albert (1846–1933), również polityk węgierski.